# Крот (мотокультиватор)
Крот — модель советского и российского мотокультиватора (мотоблока), выпускающегося с 1983 года. Первый мотокультиватор, массовый выпуск которого освоен в СССР. Полный аналог японского мотокультиватора ISEKI AC-1 1975 года выпуска. 
«Крот» выпускается машиностроительными заводами Москвы и Омска.
Назначение — выполнение сельскохозяйственных работ на личных подсобных участках.

## Описание конструкции

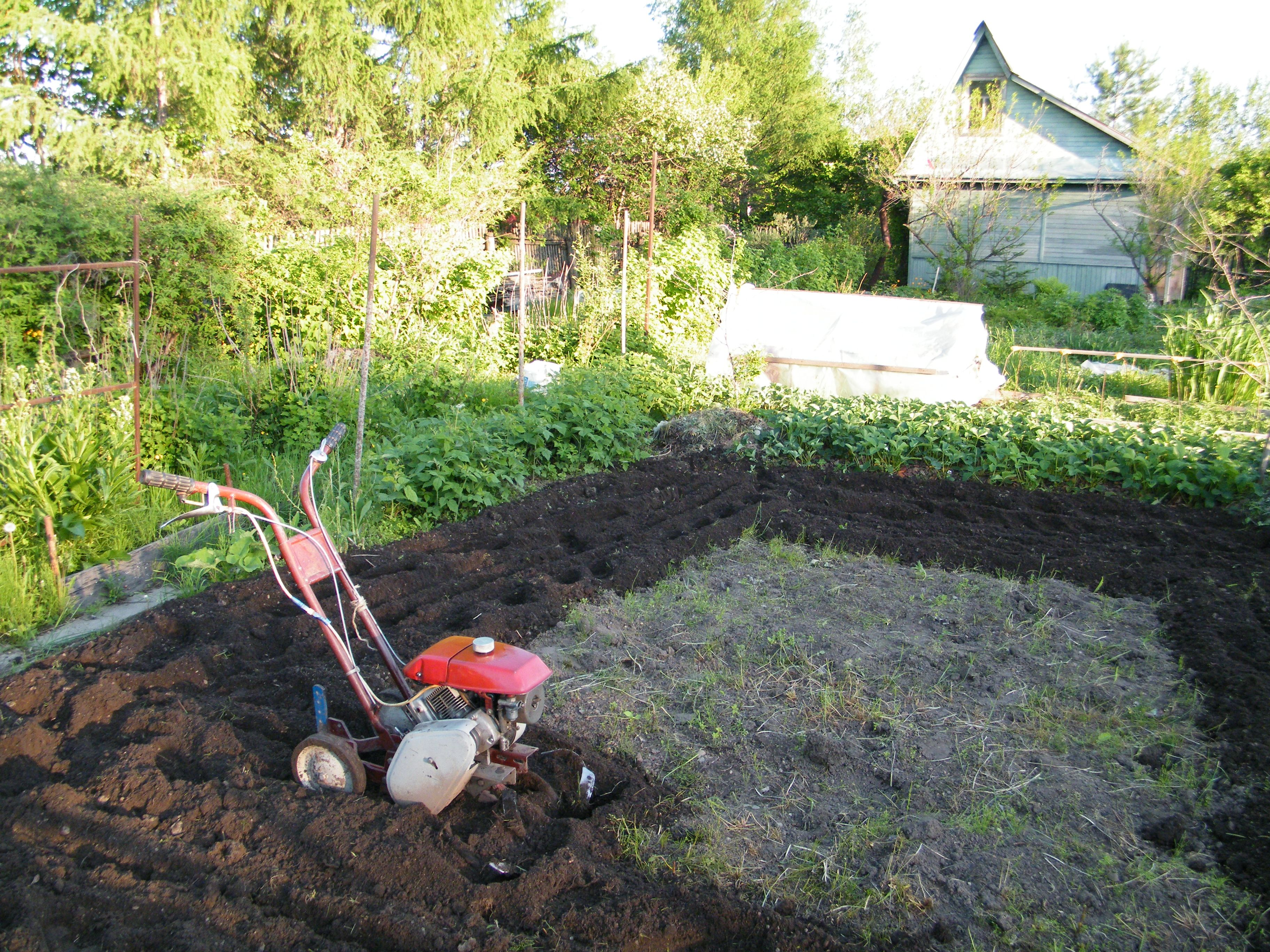
«Крот» с четырьмя фрезами на маленькой грядке. Вспашка «по кругу».

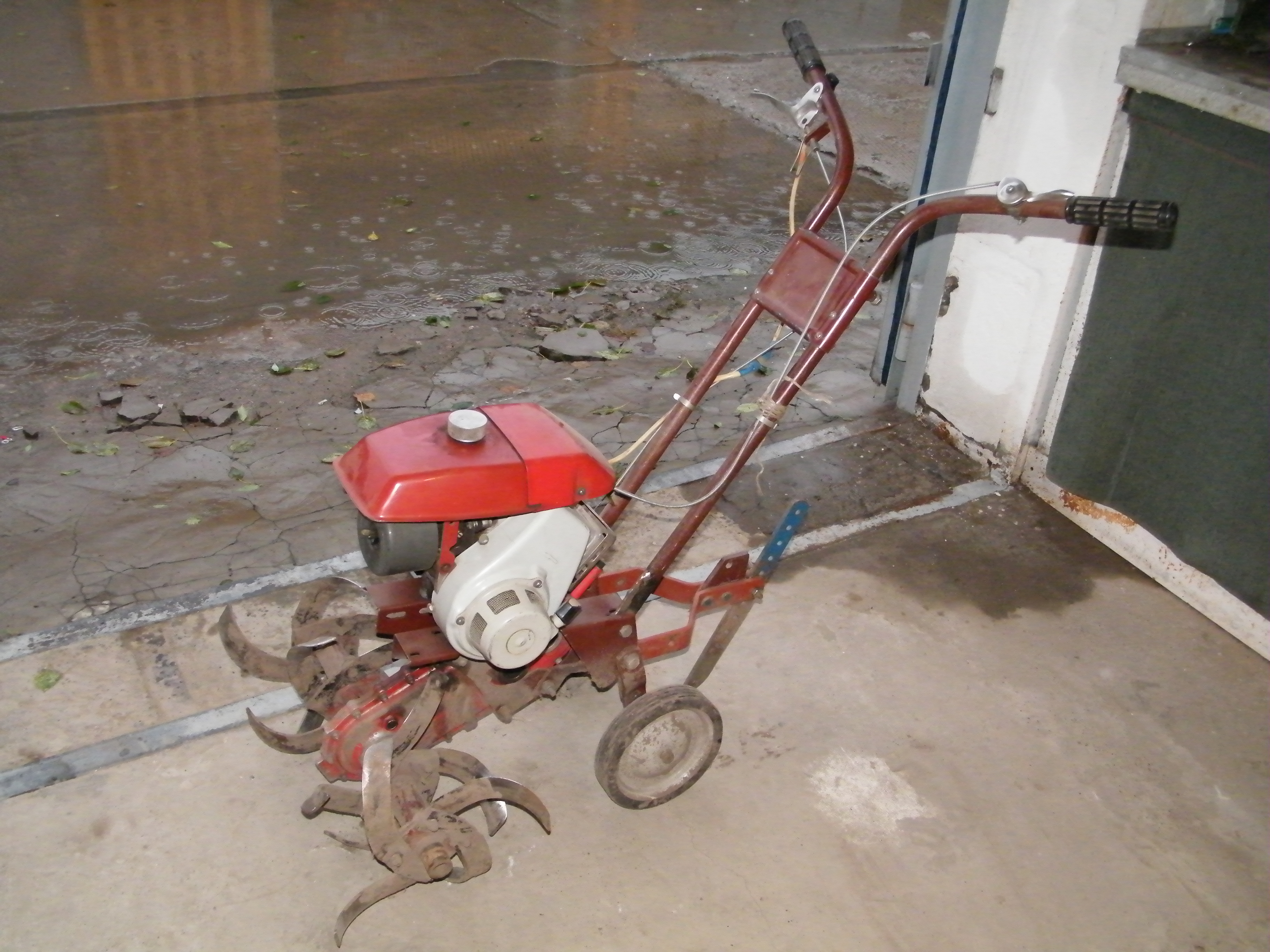
«Крот» с четырьмя почвенными фрезами. Транспортные колёса опущены.

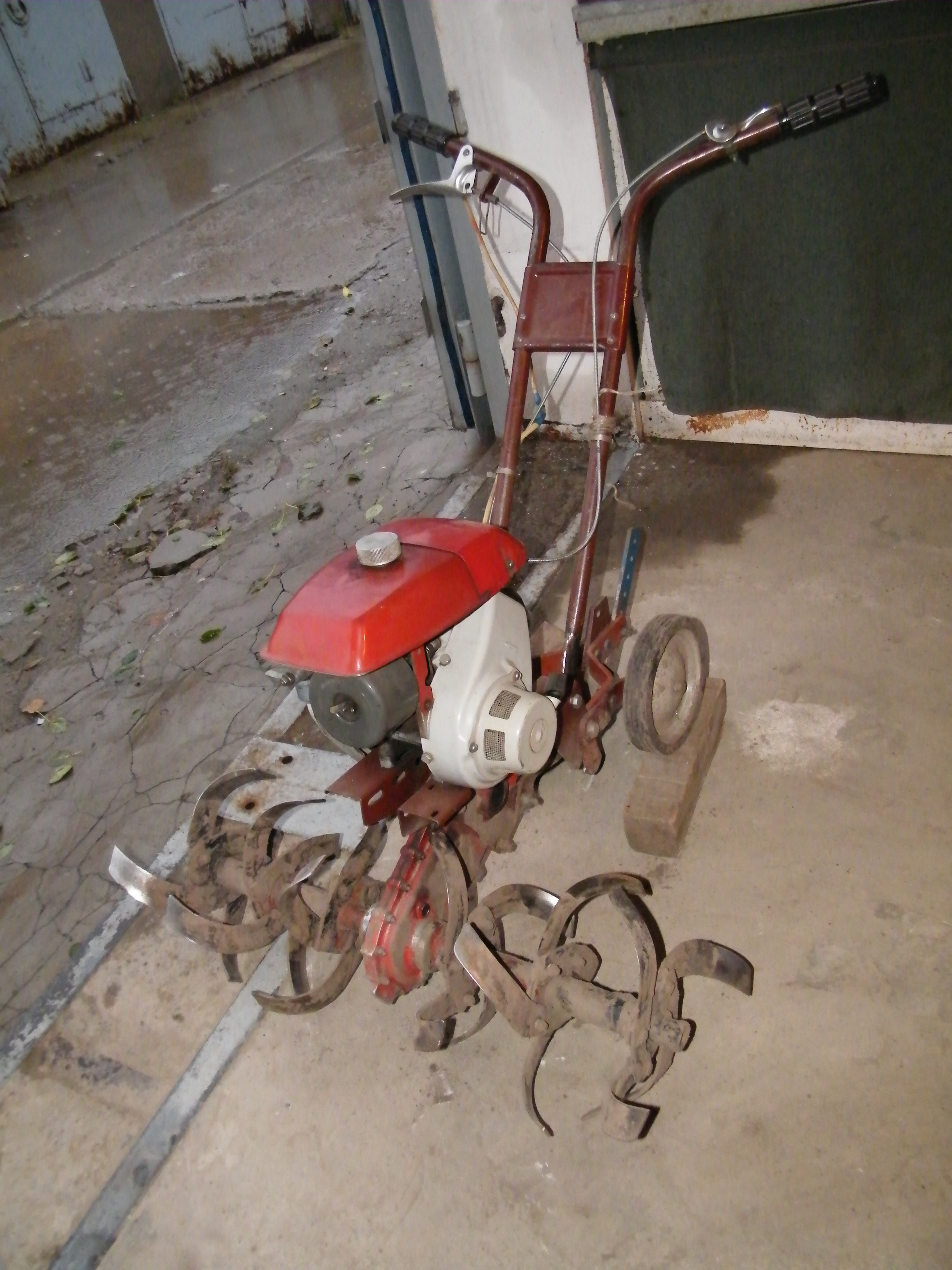
«Крот» с шестью почвенными фрезами. Транспортные колёса подняты.

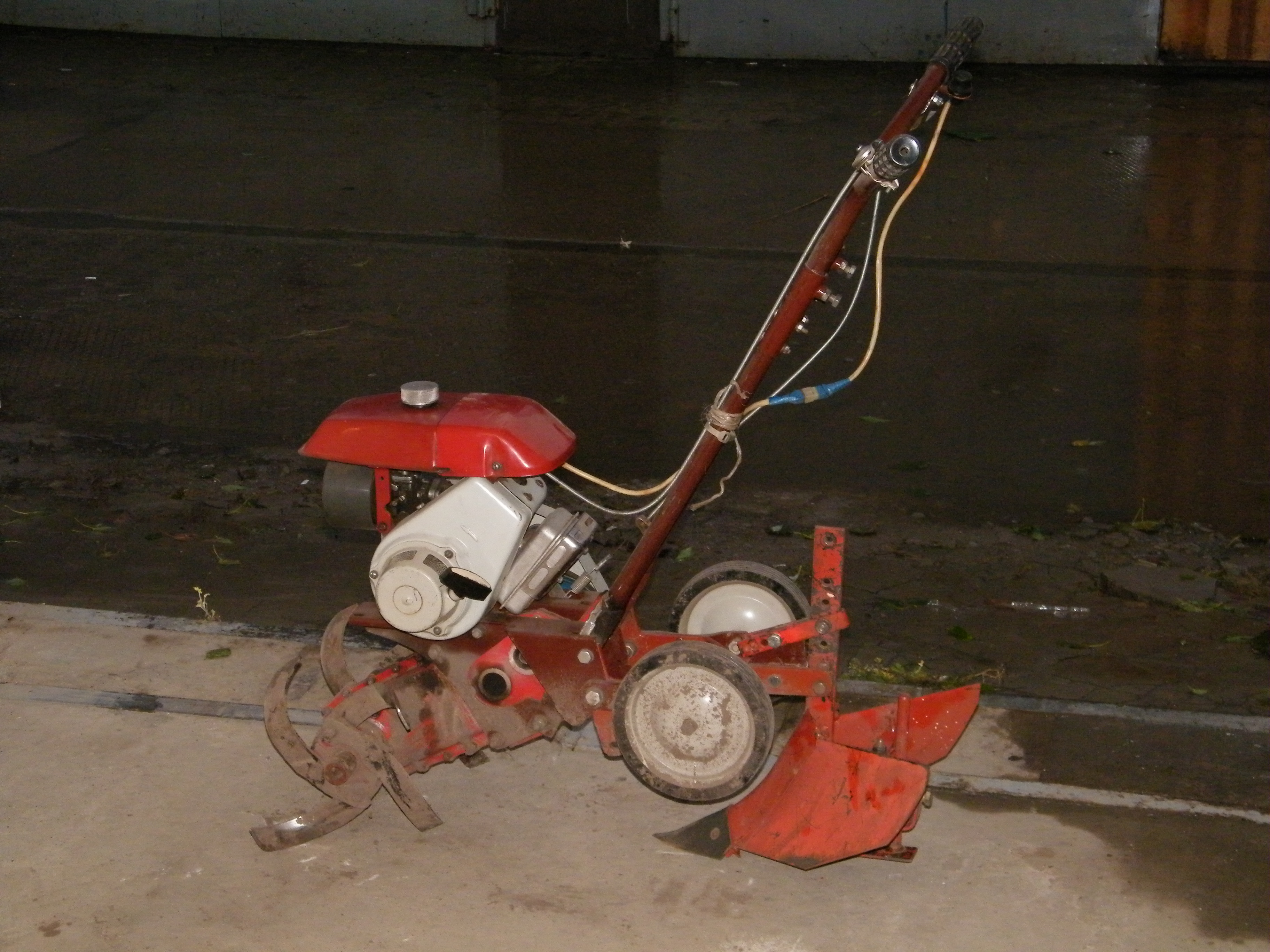
«Крот» с двумя фрезами для прополки и окучивания картофеля.

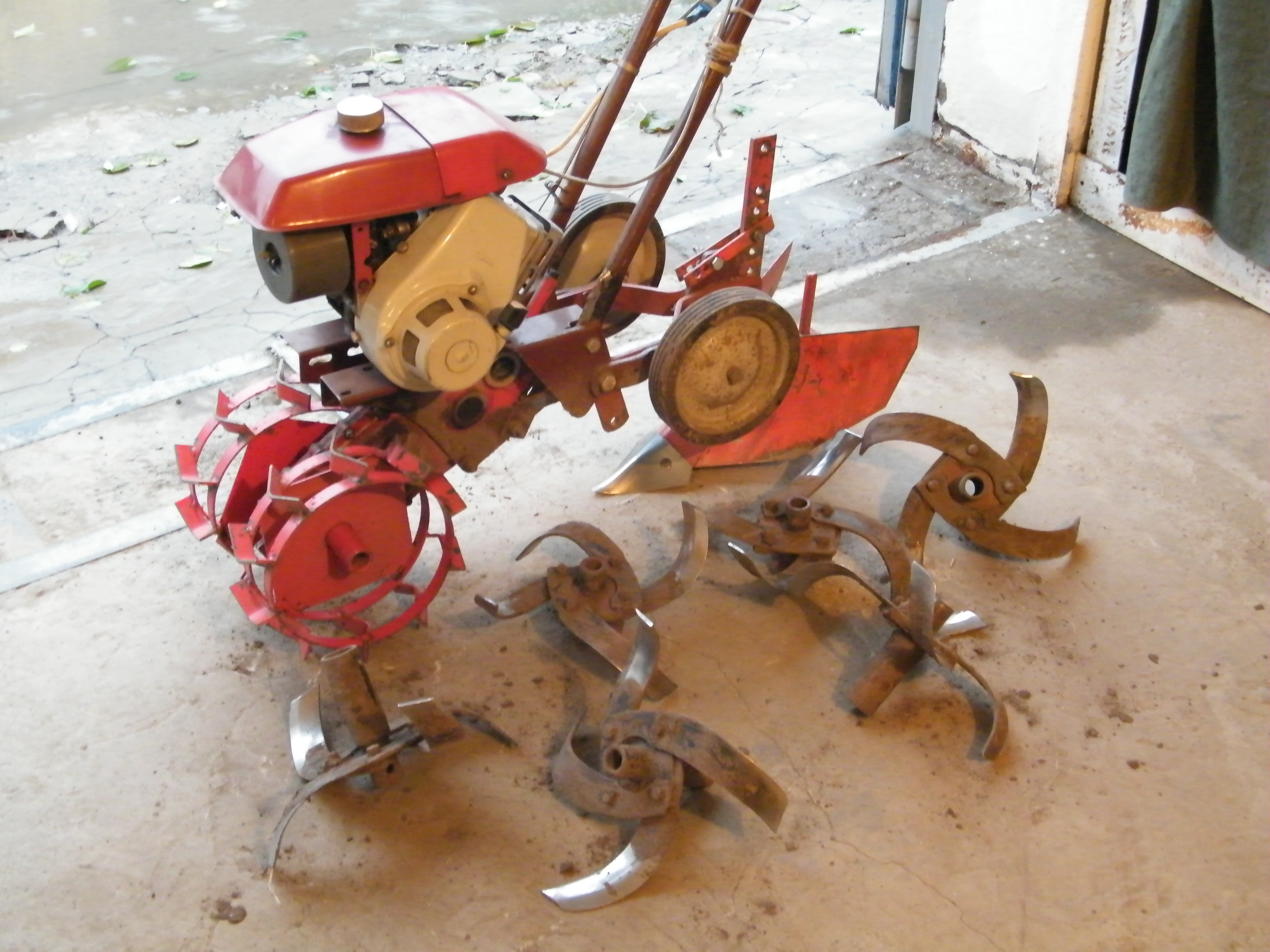
«Крот» с колёсами и окучивателем.

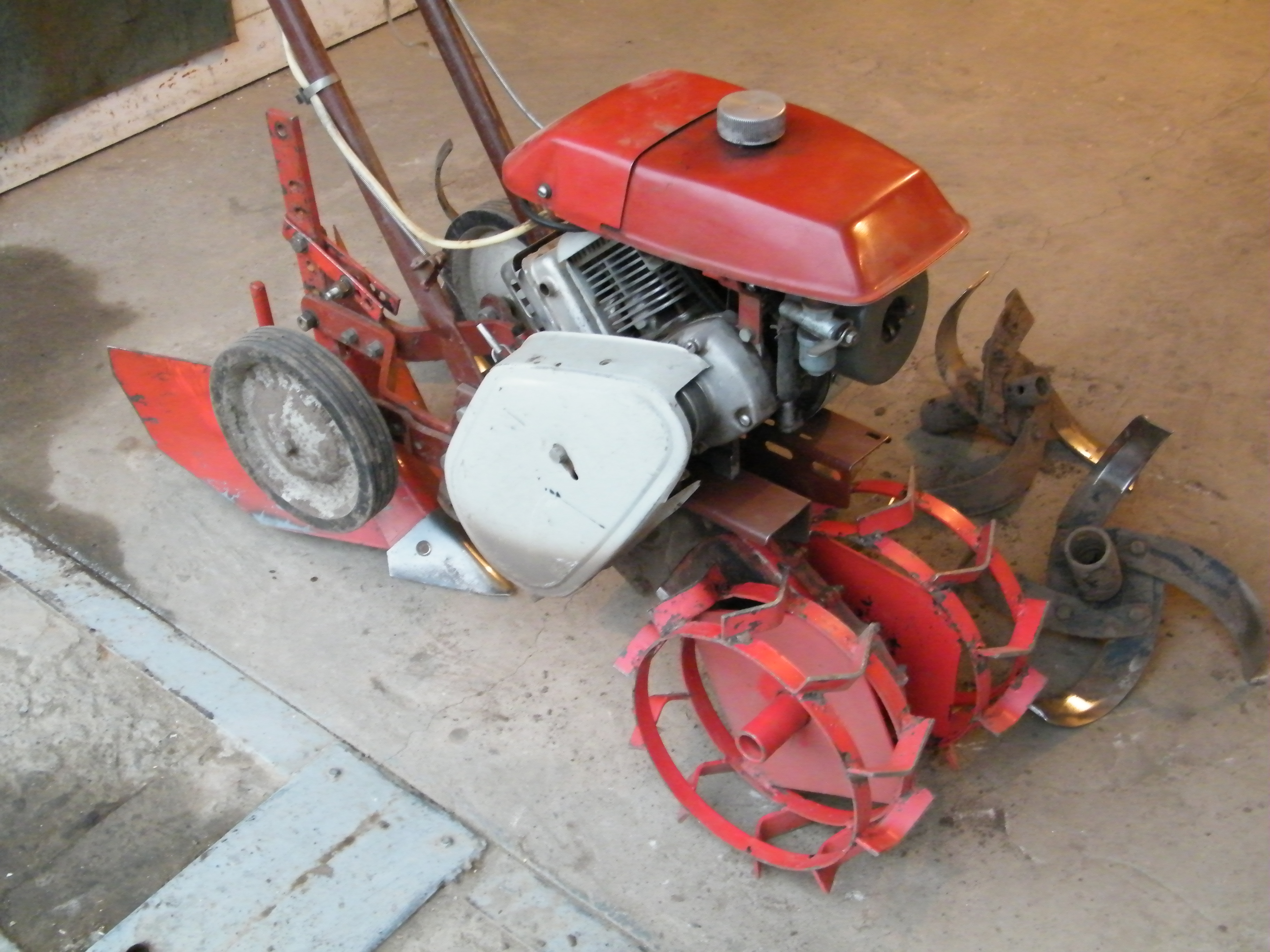
Клиноремённая передача закрыта кожухом.

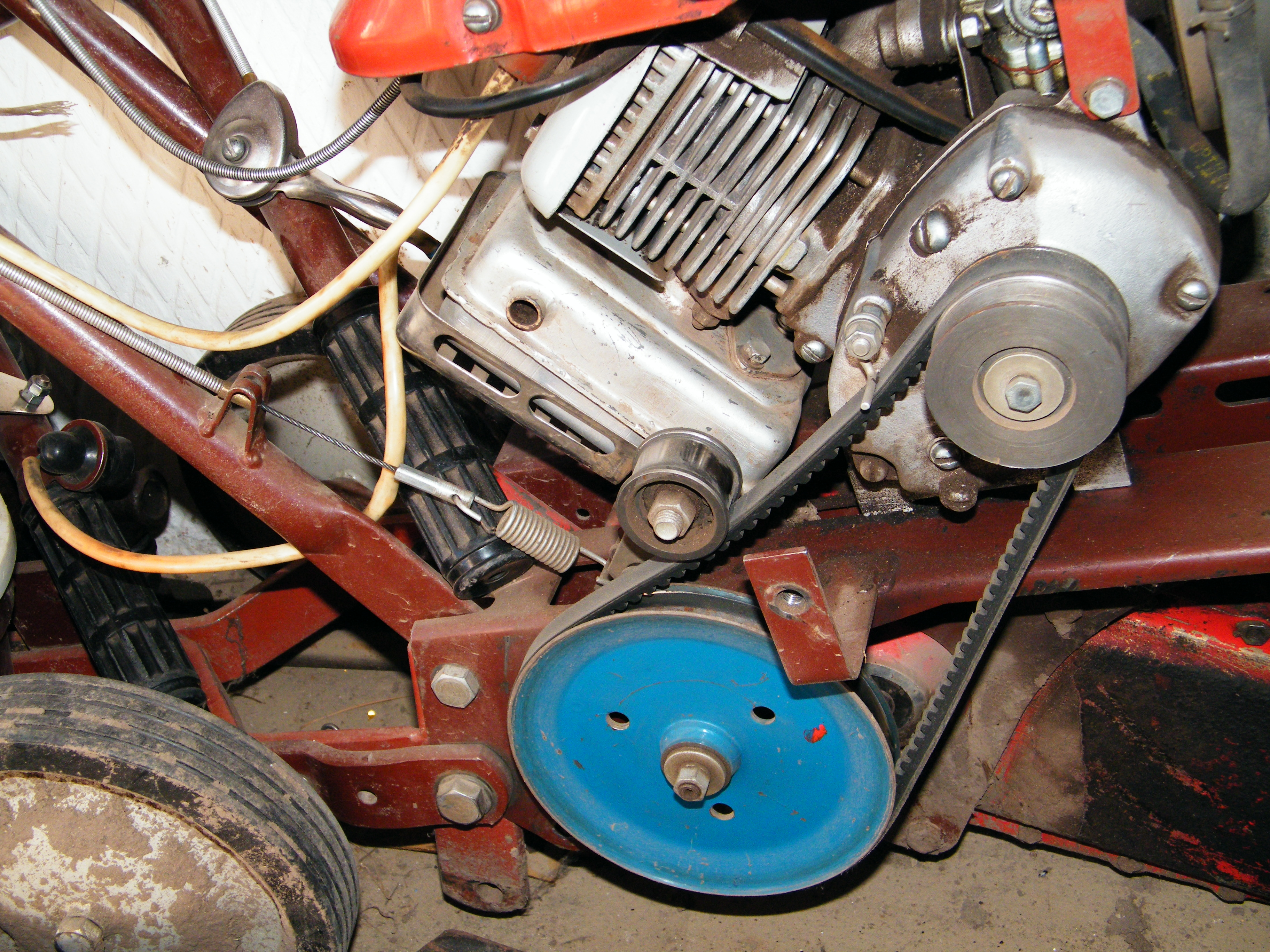
Клиноремённая передача, натяжной ролик выполняет функцию сцепления.

К редуктору прикреплена болтами рама (состоящая из двух полурам), трубчатые рукоятки для управления мотокультиватором и кронштейн для прикрепления дополнительных принадлежностей сзади культиватора. На рукоятках размещены органы управления оборотами двигателя и сцеплением (на некоторых модификациях — включения заднего хода).
На выходные валы редуктора надеваются почвенные фрезы диаметром 320 мм для вспашки почвы, прополки от сорняков или колёса (для работы с окучивателем (или плугом) или для эксплуатации культиватора с тележкой).
К раме прикрепляется двигатель внутреннего сгорания, соединённый клиноремённой трансмиссией с входным валом редуктора.
Для перекатывания культиватора имеются подъёмные колёса, при работе они должны быть подняты или сняты.

### Двигатель
Двигатель — одноцилиндровый двухтактный карбюраторный с воздушным охлаждением.
Рабочий объём — 60 см3. Мощность 2,6 лошадиные силы при 5500-6500 оборотах в минуту.
Запуск двигателя — ручной (верёвка), стартёр несъёмный.
Карбюратор К-60В, воздухоочиститель — сухой, со сменным фильтрующим элементом. Топливо — бензин А-76 в смеси с моторным маслом М-8В1 (автол), соотношение 20:1. Объём топливного бака 1,8 литра.
Зажигание — электронное бесконтактное магнето МБ-1, свеча зажигания А-17В.

### Трансмиссия
Двигатель выполнен в одном блоке с одноступенчатым шестерёнчатым редуктором (моторная передача). Смазка моторного редуктора — моторное масло М-8В1.
На выходном валу моторного редуктора находится шкив. Через клиноремённую передачу крутящий момент передаётся на шкив основного редуктора.
Сцепление — постоянно выключенное, включается рукояткой по типу мотоциклетной. При включении сцепления клиновой ремень натягивается, устраняется его проскальзывание по шкиву и происходит передача крутящего момента.
Основной редуктор — двухступенчатый (цепь и пара шестерён). Смазка — трансмиссионное масло ТАД-17 (SAE 85W90).

## Работа с культиватором

### Вспашка почвы
На выходные валы редуктора надеты почвенные фрезы, транспортные колёса подняты, к кронштейну прикреплён сошник, исполняющий роль тормоза и регулирующий глубину вспашки. Фрезы являются рабочим органом и движителем мотокультиватора.
Культиватор комплектуется комплектом фрез (две внутренних и две наружных — соответственно «правые» и «левые»). При разработке целинных и залежных земель рекомендуется пользоваться только внутренними фрезами. На сравнительно лёгких садово-огородных почвах допустимо дополнительно использовать третий комплект фрез (приобретается отдельно). С шестью фрезами культиватор работает даже устойчивей, не «зарывается» в почву.
С восемью фрезами работа мотокультиватора невозможна. Отмечается значительная перегрузка двигателя и трансмиссии, значительно возросшая масса и габариты могут привести к поломке рукояток.

### Прополка сорняков
Для прополки сорняков на внутренние фрезы следует вместо ножей для вспашки почвы установить полольники Г-образной формы. На место внешних фрез могут быть установлены диски защиты растений (приобретаются отдельно).

### Прополка сорняков и предварительное окучивание картофеля
Вместо сошника устанавливается окучиватель картофеля (приобретается отдельно).

### Окучивание картофеля
Вместо почвенных фрез устанавливаются металлические колёса с грунтозацепами (приобретаются отдельно). Вместо сошника устанавливается окучиватель картофеля (приобретается отдельно).

### Выкапывание картофеля
Вместо почвенных фрез устанавливаются металлические колёса с грунтозацепами. Вместо сошника устанавливается выкапыватель картофеля (приобретается отдельно).

### Вспашка почвы плугом
На валы редуктора надеваются металлические колёса с грунтозацепами и сзади к кронштейну прикрепляется плуг (приобретается отдельно).

### Сенокос
Для скашивания травы и заготовки сена к культиватору спереди навешивается сенокосилка (приобретается отдельно). На выходные валы редуктора устанавливаются колёса. Сенокосилка соединена с двигателем клиноремённой передачей. Для этого на выходном валу двигателя имеется дополнительный шкив.

### Перекачивание воды
Для перекачивания воды из открытых водоёмов на раму устанавливается насосная установка, соединённая клиноремённой передачей с двигателем. С тягового редуктора клиноремённая передача должна быть снята. Насосная установка МНУ-2 приобретается отдельно.

### Работа с малогабаритной тележкой
Для перевозки грузов массой до 200 кг приобретается малогабаритная тележка ТМ-200 с поворотно-сцепным устройством. Обрезиненные колёса надеваются на выходные валы редуктора.

## Модификации

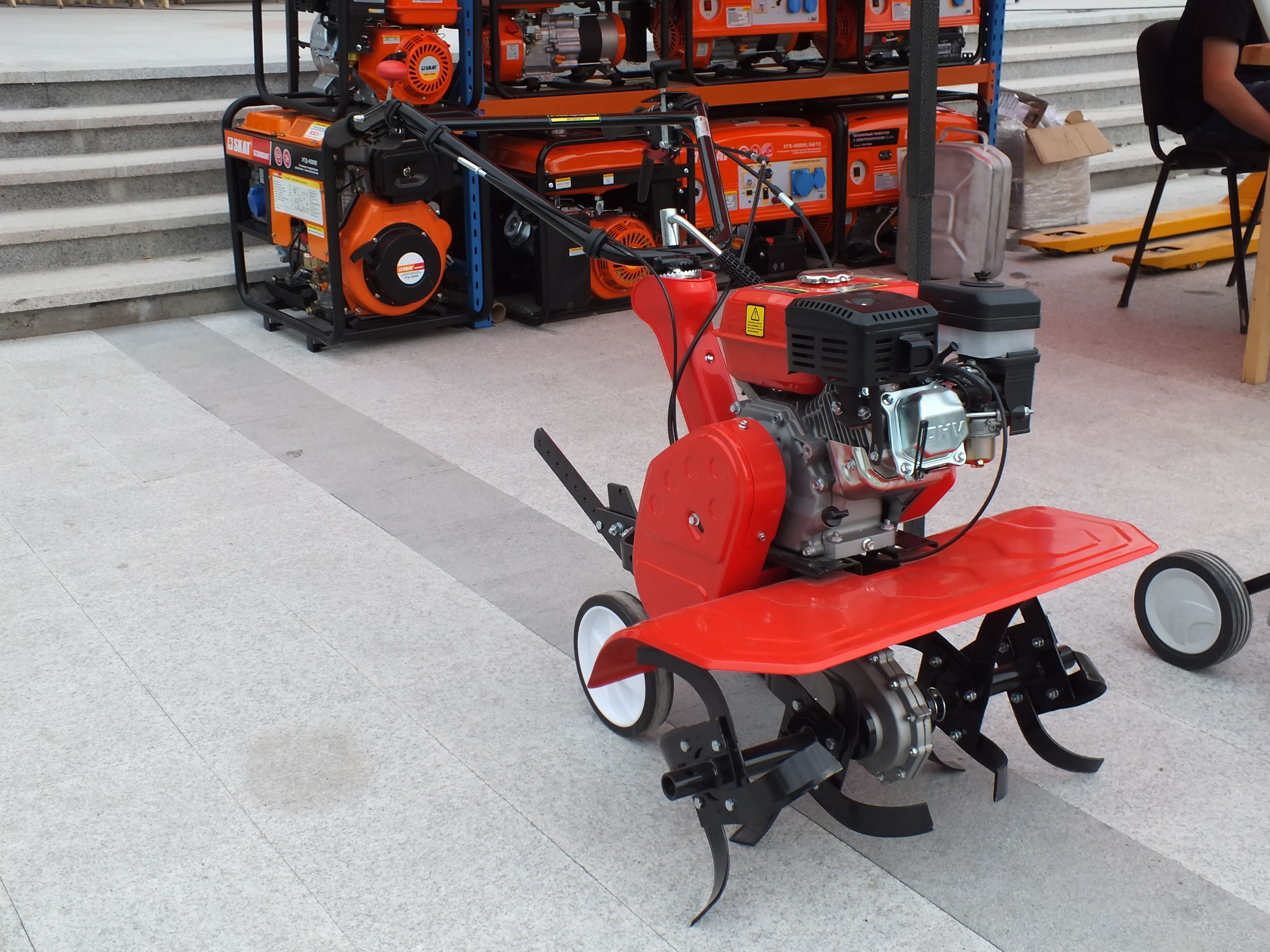
Культиватор «Крот-2» китайского производства с четырёхтактным двигателем, практически точная копия российского «Крота».

Первоначально, МК-1 «Крот» был выпущен в качестве одноцелевой машины — «культиватора фрезерного типа». В последующие годы, для МК-1 было разработано дополнительное навесное оборудование (нож для прополки, плуг для окучивания, косилка с сегментным режущим аппаратом), в результате чего МК-1 перешёл в разряд мотоблоков и упоминался в литературе наряду с классическими мотоблоками МТЗ-0.5 и Супер-600.
Все модификации культиватора сводятся к:
- Применению редуктора с передачей заднего хода.
- Установке на мотокультиватор импортных двигателей, как двухтактных, так и четырёхтактных.

Возможны варианты изготовления, отличающиеся конструкцией воздухоочистителя, карбюратора, топливного крана, бензобака и др.
Кроме официальных модификаций, существуют и модификации выполненные владельцами. Некоторые умельцы устанавливают на мотокультиваторы «Крот» электрические двигатели разных конструкций. Подача электроэнергии по кабелю.